# Liste der Monuments historiques in Gujan-Mestras
Die Liste der Monuments historiques in Gujan-Mestras führt die Monuments historiques in der französischen Gemeinde Gujan-Mestras auf.

## Liste der Objekte
| Bezeichnung                                | Beschreibung                     | Standort                        | Kennzeichnung | Schutzstatus | Datum | Bild |
| ------------------------------------------ | -------------------------------- | ------------------------------- | ------------- | ------------ | ----- | ---- |
| Skulptur des heiligen Maurice (?)          | Stein, 1615                      | in der Kirche St-Maurice (Lage) | PM33000539    | Classé       | 1969  |      |
| Zwei Votivgaben                            | Holz, 19. Jahrhundert            | in der Kirche St-Maurice (Lage) | PM33001368    | Inscrit      | 1980  |      |
| Retabel des Hauptaltars                    | Holz, 17. Jahrhundert            | in der Kirche St-Maurice (Lage) | PM33000538    | Classé       | 1969  |      |
| Marienaltar mit Retabel                    | Marmor und Holz, 19. Jahrhundert | in der Kirche St-Maurice (Lage) | PM33001267    | Inscrit      | 1975  |      |
| Gedenktafel                                | Marmor, 1690                     | in der Kirche St-Maurice (Lage) | PM33001371    | Inscrit      | 1980  |      |
| Lesepult                                   | Holz, 18. Jahrhundert            | in der Kirche St-Maurice (Lage) | PM33000540    | Classé       | 1969  |      |
| Zwei Türflügel                             | Holz, 19. Jahrhundert            | in der Kirche St-Maurice (Lage) | PM33001369    | Inscrit      | 1980  |      |
| Zwei Türflügel und Türsturz im Glockenturm | Holz, 1636                       | in der Kirche St-Maurice (Lage) | PM33001370    | Inscrit      | 1980  |      |